# Kakhétie
La Kakhétie (en géorgien : კახეთი, [kaxeti], kakhéti phonétiquement) est la région administrative la plus orientale de la Géorgie moderne et c’est aussi l’une des provinces historiques de ce pays. Sa capitale est Telavi.

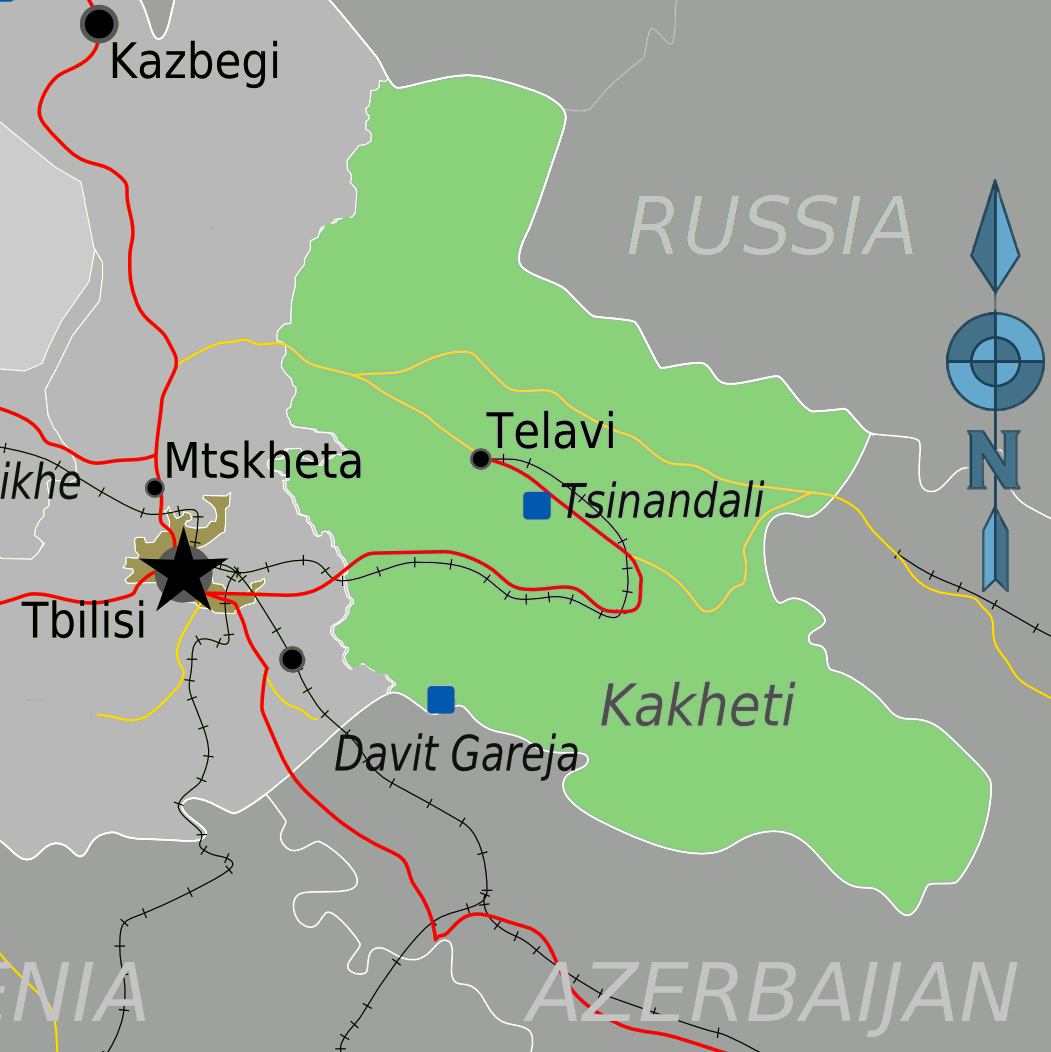
Kakhétie

## Géographie
Elle est bordée par la petite province montagneuse de Touchétie et la chaîne de montagnes du grand Caucase au nord, par l’Azerbaïdjan à l’est et au sud, et par la Karthlie à l’ouest. La Kakhétie a un relief accidenté, une végétation steppique, un riche terroir viticole et des traditions pittoresques dont les chants polyphoniques (les soupras kakhétiennes). Du point de vue culturel, c’est la région la plus orientale du Caucase chrétien et kartvèle, aux confins du Caucase musulman et turc.
La Kakhétie est géographiquement divisée en :
- Kakhétie intérieure (à l’est de la chaîne montagneuse de Tsiv-Gombori) ;
- Kakhétie extérieure à l’ouest de cette dernière.

Le cours d’eau le plus important dans la partie est se nomme Alazani, et, dans la partie ouest, Iori.

## Histoire
La Kakhétie est une principauté indépendante de la fin du VIIIe siècle. Annexée au royaume de Géorgie au début du XIe siècle, elle y reste moins d’une décennie. Ce n’est qu’au début du XIIe siècle que le roi géorgien David le Bâtisseur incorpore la Kakhétie pour une longue période.
Après la désintégration du Royaume géorgien, la Kakhetie devient un royaume indépendant dans les années 1460. Du début du XVIe siècle jusqu’au début du XIXe siècle, la Kakhétie et sa voisine Kartlie sont soumises à une domination iranienne intermittente. En 1616, pendant sa campagne punitive contre Teimuraz Ier le Shah iranien Abbas déporta des centaines de milliers de Géorgiens kakhètes vers les montagnes de l'Iran.
Pendant des siècles, la Kakhétie fait partie de l'Iran auquel elle fournit de nombreux généraux et administrateurs. En 1762, le royaume kakhète s'unit avec le royaume géorgien voisin de Kartlie, formant le royaume de Kartlie-Kakhétie sous le roi Heraclius II. Après le traité de Georgievsk et le sac de Tbilissi par Agha Mohammad Khan en 1801, le royaume de Kartlie-Kakhétie est annexé par l'Empire russe. La suzeraineté russe sur la Kakhétie et le reste de la Géorgie est reconnue par la dynastie Kadjar au traité de Golestan de 1813.
Pendant les sept décennies de la période soviétique, la Kakhétie est surtout connue pour ses vins qu'elle exporte dans toute l'Union.
Depuis l’indépendance géorgienne en 1991, la Kakhétie s'ouvre, encore timidement, au tourisme, mais le développement de ce dernier est entravé par l'instabilité politique de la région.

## Subdivisions administratives
Elle est composée de huit districts :
- Akhmeta,
- Dedoplistskaro,
- Gourdjaani,
- Kvareli,
- Lagodekhi,
- Sagaredjo,
- Sighnaghi,
- Telavi.

## Langue
Les Kakhétiens parlent le géorgien.

## Démographie

### Évolution de la population (2011 à 2016)
Du 1er janvier 2011 au 1er janvier 2016, la population a diminué de  90 000 personnes. Si les surestimations administratives en sont une cause, la sous-estimation du phénomène de migration en est une autre : les mouvements de population des campagnes vers les villes (essentiellement  Tbilissi) et des villes vers l'étranger se poursuivent.
| Année | Urbaine | Rurale  | Totale  |
| 2011  | 83 600  | 322 600 | 406 200 |
| 2012  | 84 000  | 323 100 | 407 100 |
| 2013  | 83 500  | 321 600 | 405 100 |
| 2014  | 83 400  | 321 600 | 405 000 |
| 2015  | 71 400  | 247 000 | 318 400 |
| 2016  | 71 300  | 247 100 | 318 400 |

### Répartition des groupes ethniques (2014)
| Groupe ethnique | Population | Population |
| --------------- | ---------- | ---------- |
| Géorgiens       | 271 298    | 85,16 %    |
| Azéris          | 32 354     | 10,16 %    |
| Kistes          | 5 581      | 1,75 %     |
| Ossètes         | 2 526      | 0,79 %     |
| Arméniens       | 2 191      | 0,69 %     |
| Russes          | 1 921      | 0,60 %     |
| Autres          | 2 712      | 0,85 %     |
| Total           | 318 583    | 100 %      |

- Kistines de la Vallée du Pankissi

## Tourisme

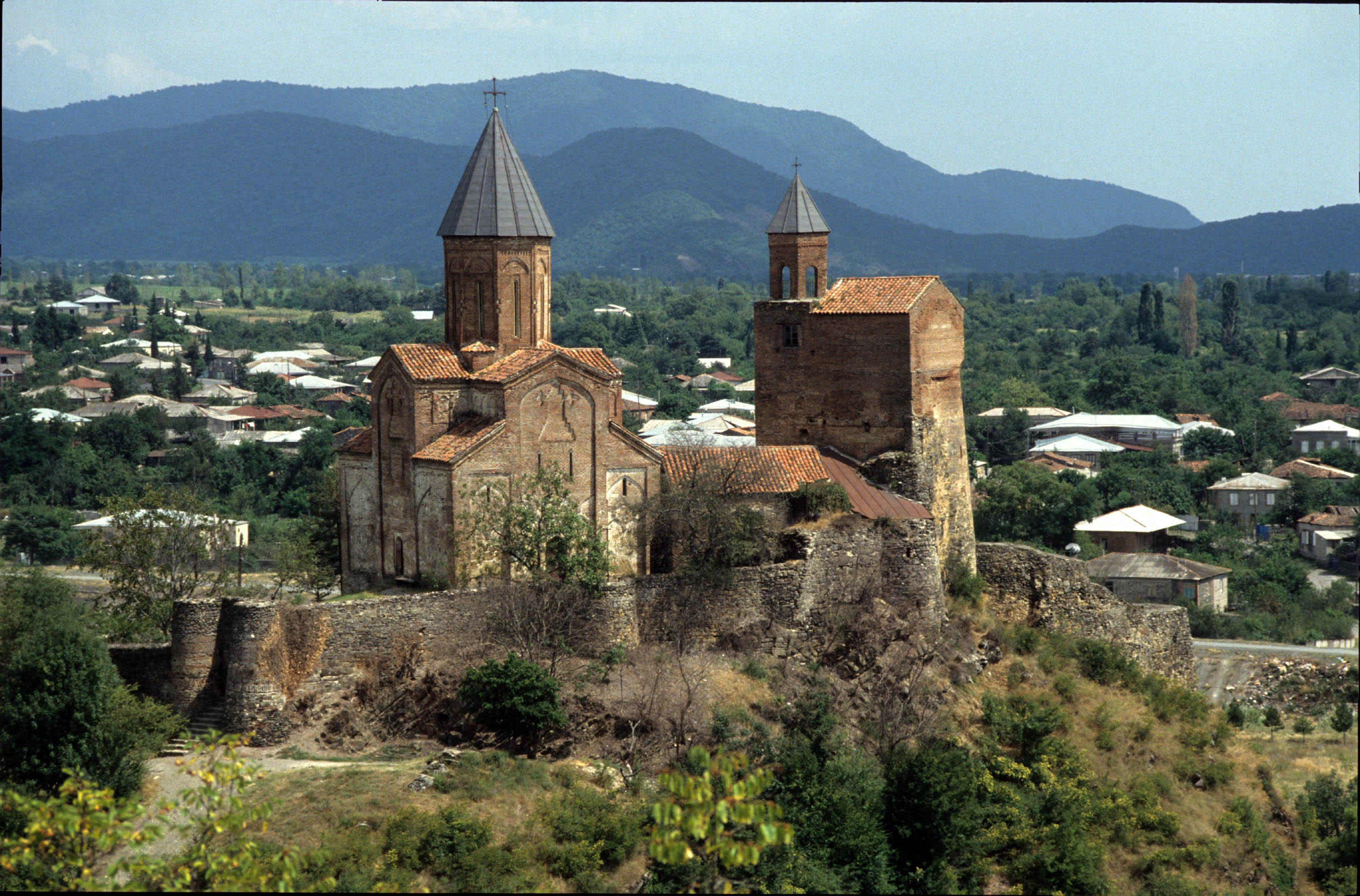
Église fortifiée de Grémi

Elle propose de multiples centres d'intérêt
- le monastère de Bodbe (en), lieu de pèlerinage à Sainte Nino,
- Garé-Kakhétie, Avant-Kakhétie :
  - Ninotsminda, Sagaredjo
- Steppes semi-arides :
  - Garedja
    - Monastères troglodytiques de David Garedja :
      - Lavra-Oudabno (Saint-Nicolas, église de la Transfiguration, tombes de David, Dodo, Loukiané)
      - Monastère de Saint-Jean Baptiste

  - Shiraki
  - Oudjarma, ruines de forteresse,
  - Mianvi, village,
  - Monts Gobori
- Vallée de l'Alazani, rive droite :
  - Telavi, ville, palais d'Irakli II (Batonis Tsikhé), caves vinicoles,
  - Ikalto, monastère,
  - Alaverdi, cathédrale Saint-Georges,
  - Chouamta, double monastère Entre-Monts,
  - Tsinandali, palais des princes Tcahvtchavadzé, entreprises vinicoles,
  - Gourdjaani,
  - Khvelatsminda, église de la Dormition,
- Vallée de l'Alazani, rive gauche :
  - Grémi, église fortifiée,
  - Nekressi, monastère antique,
  - Kvareli, maison-musée, lac, vins Kindzmaraouli,
  - Parc National de Lagodecki,
- Sud, lieu de diverses relégations au cours de l'histoire,
  - Sighnaghi, petite ville, murailles, musée d'histoire et d'ethnographie (dont Pirosmani), église Saint-Georges, église Saint-Stéphane,
  - Bodbé, village de Kédéli, monastère Sainte-Nino, pèlerinage,
  - Dédoplistskaro, lieu d'éloignement svane et khevsoure, ruines de la forteresse de Khornaboudji,
  - Parc National de Vachlovani.

ainsi que

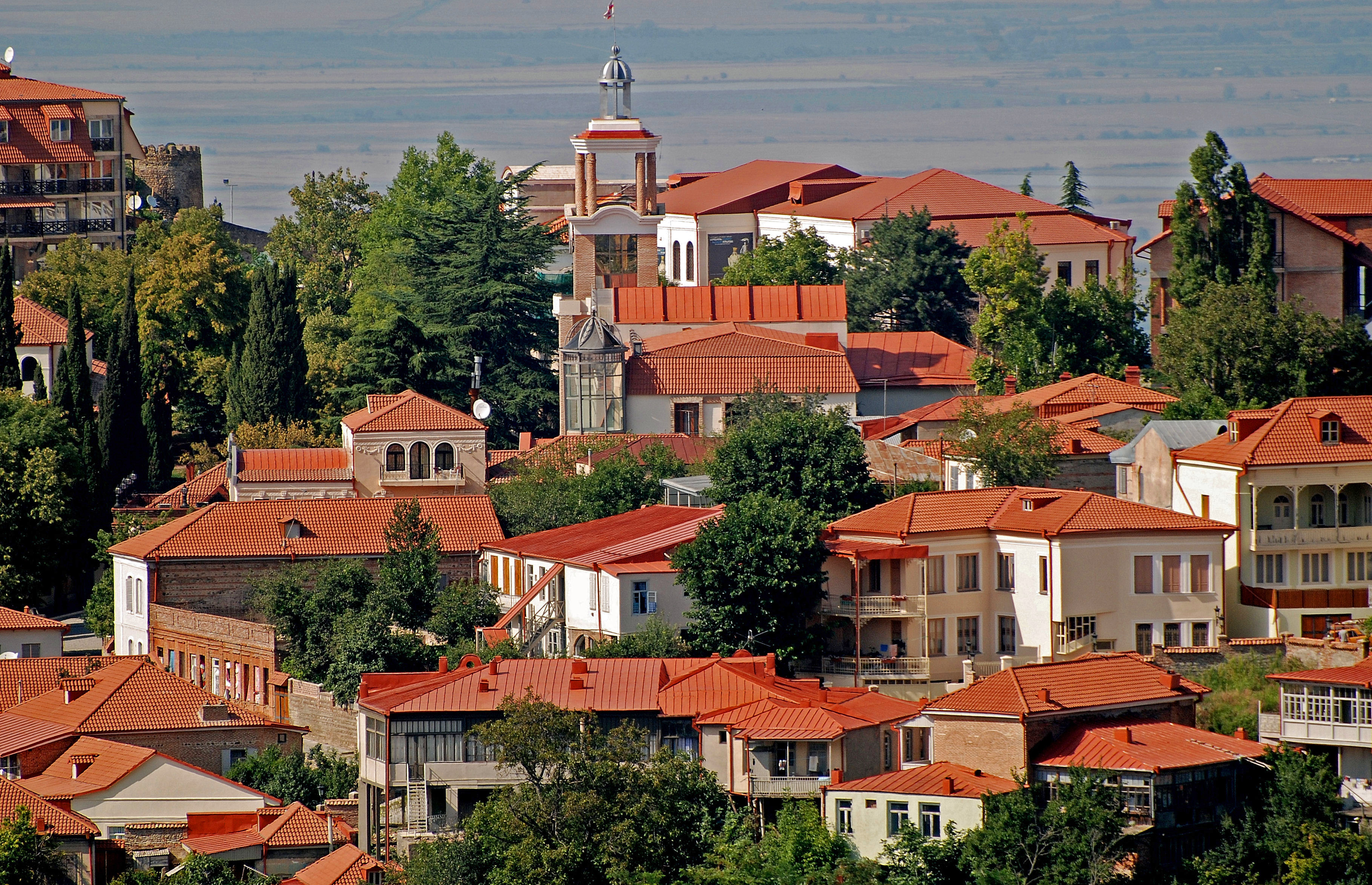
Sighnaghi

- la réserve naturelle de Lagodekhi,
- les monts de Kartlie (frontaliers) et la chaîne de Gombori (en).

## Agriculture
La Kakhétie est considérée comme étant le berceau du vin : plusieurs centaines de cépages différents y sont encore cultivés et la vinification y est toujours pratiquée dans des grandes jarres de terre cuite (Kvevri) comme à l'époque gréco-romaine.